# Suffolk Punch
Vous lisez un « article de qualité » labellisé en 2016.
Le Suffolk Punch est la plus ancienne race de chevaux de trait. Originaire de Grande-Bretagne, ce trait lourd est développé au début du XVIe siècle pour le travail dans les fermes. La race connaît un grand succès comme cheval de travail agricole. Elle est utilisée pour la traction d'artilleries et de véhicules non motorisés, comme les tramways. Le Suffolk Punch est exporté dans de nombreux pays depuis son Angleterre natale, afin d'améliorer d'autres cheptels de chevaux de trait, tout particulièrement aux États-Unis. Les effectifs déclinent beaucoup après la Seconde Guerre mondiale. La motorisation de l'agriculture interrompt progressivement l'élevage. Au terme des années 1950 et 1960, le Suffolk Punch disparaît presque totalement.
Ce cheval de trait de fort gabarit est caractérisé par son tour de poitrine imposant et sa robe, toujours alezane, le registre généalogique n'acceptant que les sujets de cette couleur. C'est aussi la seule race britannique de trait qui n'a que peu de fanons. Il est robuste, rustique, puissant et dispose d'allures énergiques, particulièrement au trot. Bien que le Suffolk Punch soit classé dans les races en danger par la FAO, et en danger critique d'extinction par l′American Livestock Breeds Conservancy, on observe un regain d'intérêt pour ce cheval dont la population s'accroît au début du XXIe siècle.

## Étymologie et terminologie
Le Suffolk Punch était autrefois nommé Suffolk horse (« Cheval du Suffolk » en anglais) et Suffolk Sorrel (« Alezan du Suffolk »). Le nom de la race est issu de sa région d'origine, le Suffolk, dans l'Est-Anglie. « Suffolk » est considéré comme le nom international de la race. L'ajout de « Punch », qui désigne le dynamisme et l'efficacité ou bien une personne trapue, semble être dû à son apparence dégageant puissance et force,. Toutefois, d'autres origines sont évoquées. L'hippologue français Eugène Gayot estime que « le surnom de punch, qui signifie tonneau, lui est venu de sa forme trapue et arrondie, d'autres disent de l'état de graisse habituel dans lequel s'entretenaient généralement ses produits sans avoir été pour cela poussés de nourriture. Le cheval de Suffolk, bien ensemble et bien roulé, était d'un petit entretien, s'engraissait d'une façon très remarquable au point de prendre la forme d'un tonneau ; de là cette expression, actuelle parmi les fermiers, he is a very punch, quand ils voient un animal bien gras — bœuf, ou porc ».

## Histoire

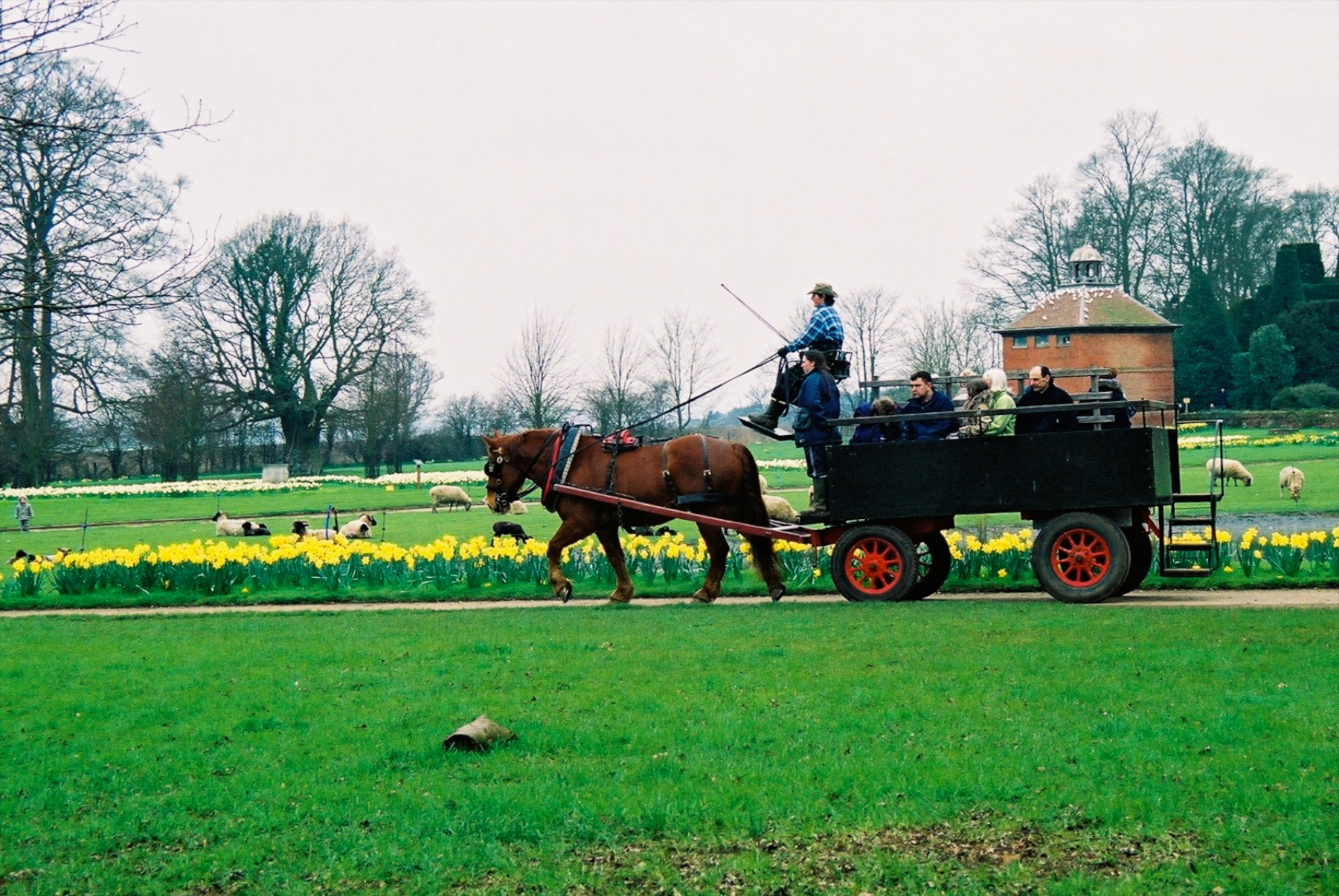
Traction hippomobile de voyageurs avec un Suffolk Punch.

La première mention connue de ce cheval remonte à l'ouvrage de William Camden, Britannia, publié en 1586, dans lequel il décrit un cheval de travail des comtés de l'Est de l'Angleterre, facilement reconnu comme étant le Suffolk Punch. Cette description fait du Suffolk Punch la plus ancienne race de chevaux britannique qui puisse être reconnue sous la même forme à l'époque moderne,. D'après les données transmises à DAD-IS, il serait la plus ancienne race de chevaux de trait du monde. Son registre généalogique est aussi le plus ancien (1880) parmi les sociétés gérant des races de chevaux anglaises,.
Son origine exacte est débattue. Certains auteurs prétendent que cette race remonte au Moyen Âge et descend des chevaux de combat (Great Horses) utilisés par les chevaliers anglais. D'autres affirment que les Vikings ont introduit les chevaux à l'origine du Jutland tout proche pendant leurs invasions des VIIIe et IXe siècles. Les études génétiques montrent que le Suffolk Punch est plus proche des races françaises et belges de chevaux de trait, que des autres races de trait britanniques.
Les animaux sont sélectionnés dans le Norfolk et le Suffolk, dans l'Est de l'Angleterre. Les agriculteurs locaux mettent au point le Suffolk Punch pour les travaux agricoles. Ils ont besoin d'un cheval doté de puissance, d'endurance, d'une bonne santé, d'une bonne longévité et de docilité, la création de la race Suffolk Punch étant une réponse à ces besoins. Les agriculteurs utilisent ces chevaux sur leurs propres terres et les exportent très peu dans un premier temps, ce qui contribue à préserver les grandes lignées de la race de tout croisement,. Dès le XIVe siècle, les fermiers autochtones du Suffolk et du Norfolk avaient besoin d'une race robuste, rustique, ardente, vive et docile pour travailler dans leurs champs à la terre lourde et argileuse. Des chevaux flamands importés par les Hollandais dans le cadre de leurs travaux d'assèchement des marais d'Angleterre ont peut-être influencé la taille et la masse des animaux locaux.

### Lignées fondatrices et croisements

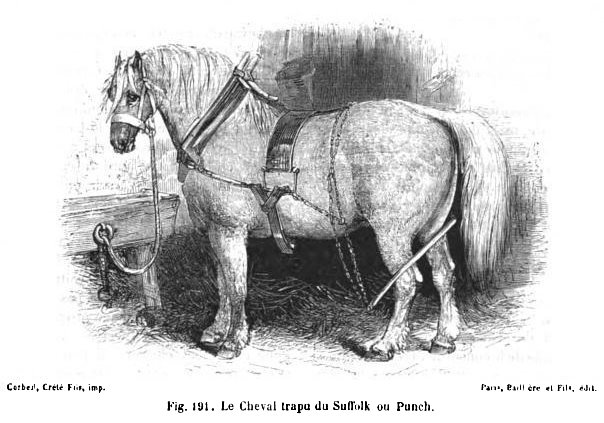
Gravure représentant un Suffolk Punch en 1869.

L'étalon fondateur de la race Suffolk Punch moderne est un animal de 1,57 m au garrot, né près de Woodbridge en 1768, et appartenant à Thomas Crisp, à Ufford. À cette époque, la race est connue sous le nom de Sorrel Suffolk horse (« cheval alezan du Suffolk »). Cet étalon n'ayant jamais été nommé, il est simplement connu comme le « cheval de Crisp » (Crisp's horse). Bien qu'il soit communément (et à tort) admis que ce cheval ait été le premier représentant de la race, en réalité, dans les années 1760, la plupart des autres lignées mâles de la race ont disparu, entraînant une grande perte de diversité génétique. Une situation semblable s'est reproduite à la fin du XVIIIe siècle.
En 1784, la race est décrite comme « haute de 15 mains (1,52 m), de bonne taille, courte et compacte avec des jambes bien charpentées, souvent de couleur alezane claire, douce, docile, forte, et avec les épaules chargées de chair ». Au cours de son développement, le Suffolk Punch est influencé par le trotteur Norfolk, le Cob du Norfolk, et plus tard, le Pur-sang. La coloration uniforme découle en partie d'un petit étalon trotteur nommé Blakes Farmer, né en 1760, et qui serait l'ancêtre de tous les Suffolk Punch actuels. D'autres races ont été croisées dans le but d'augmenter la taille et la stature de ce cheval de trait, ainsi que pour améliorer ses épaules, mais ont eu peu d'influence durable. La race reste telle qu'elle était connue avant ces croisements. Le Suffolk Punch est très recherché dans les comtés de Norfolk et d'Essex. Un certain M. Wakefield, de Barnham, possède un étalon dont on lui offre 400 guinées. Le duc de Richmond obtient d'excellents chevaux de voiture, beaux, actifs et forts, en croisant le Suffolk Punch avec l'un de ses meilleurs chevaux de chasse.
Des paris brutaux sont organisés, concernant la force de ces animaux, et plus d'un bon attelage est endommagé et ruiné. L'amélioration des routes réduit la nécessité de posséder un cheval doté d'une grande force de traction, et porte préjudice à l'élevage du Suffolk Punch pour le transport. Il est utilisé un temps pour la traction des camions et des wagons. On rencontre à Londres « de beaux attelages remarqués pour l'ampleur de leurs formes et le brillant de leur longue crinière ». Cependant, le goût prononcé pour les chevaux géants prévaut. Il entraîne la domination du cheval noir pour cet usage.

### Reconnaissance et exportations

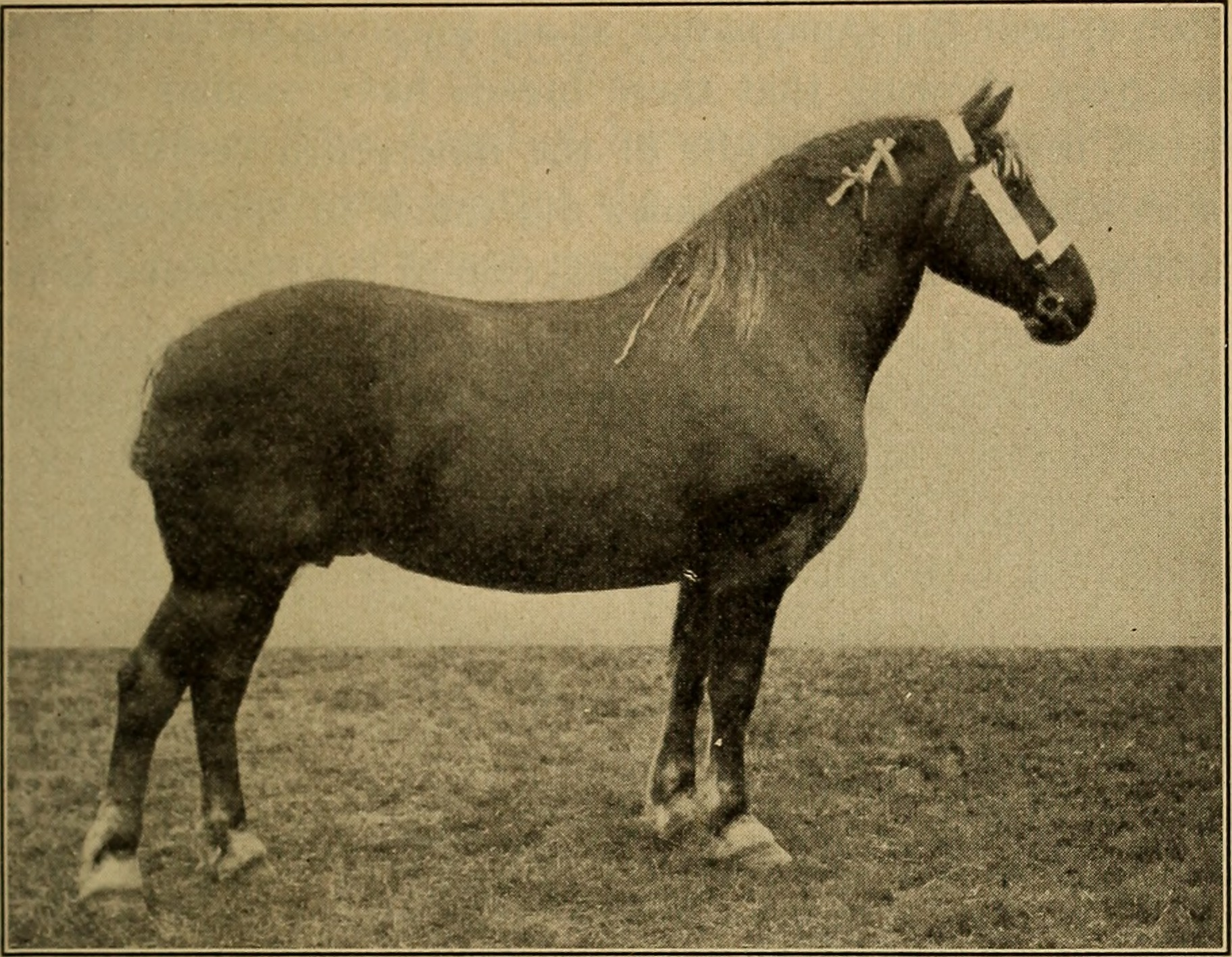
Suffolk Punch photographié en 1920.

La Suffolk Horse Society est formée en Grande-Bretagne en 1877 afin de promouvoir le Suffolk Punch. Elle ouvre le livre généalogique de la race en 1880. Les premières exportations officielles des chevaux vers le Canada ont lieu en 1865. Dans les années 1880, les premiers Suffolk Punch sont importés aux États-Unis. Les importations s'accroissent en 1888 et en 1903 pour commencer l'élevage allogène dans ce pays. L'American Horse Association Suffolk est fondée et publie son livre généalogique en 1907. En 1908, le Suffolk est également exporté hors de l'Angleterre, vers l'Espagne, la France, l'Allemagne, l'Autriche, la Russie, la Suède, et différentes régions d'Afrique, de Nouvelle-Zélande, d'Australie, d'Argentine, ainsi que dans d'autres pays.
Au moment de la Première Guerre mondiale, le Suffolk Punch est devenu un cheval de travail populaire dans les grandes fermes de l'Est-Anglie, grâce à son bon tempérament et son excellente éthique de travail. Il reste populaire jusqu'à la Seconde Guerre mondiale. Quand la nécessité de produire des ressources alimentaires augmente pendant la guerre, de nombreux chevaux sont envoyés à l'abattoir.

### Après 1950
L'augmentation de la motorisation agricole après la guerre décime le cheptel. Aux États-Unis, l'American Suffolk Horse Association cesse son activité après la guerre. Elle reste inactive pendant 15 ans, puis redémarre en mai 1961, quand le marché du cheval de trait commence à se rouvrir. Seules 9 naissances de poulains sont enregistrées par la Suffolk Horse Society en 1966. On observe un regain d'intérêt pour la race aux États-Unis depuis la fin des années 1960, où les effectifs augmentent de façon continue. Dans les années 1970 et au début des années 1980, le registre américain du Suffolk Punch permet à certains chevaux de race trait belge d'être croisés. Seules les pouliches issues de ces croisements sont admises dans le registre de l'association américaine. Dans les années 1970, les Américains importent régulièrement des chevaux depuis l'Angleterre, si bien que les effectifs américains croissent de façon continue dans les années 1980. La race est cependant très rare. En 1998, on compte seulement 80 juments poulinières en Grande-Bretagne, donnant naissance à environ 40 poulains par an. Depuis 2001, les chevaux issus de lignées américaines ne sont plus autorisés à l'enregistrement auprès de l'Association britannique. La race est de facto considérée comme la plus rare de Grande-Bretagne.
Une menace plane sur la sauvegarde de ces chevaux avec la menace de la vente de Hollesley Bay Prison, et de l'élevage qui s'y trouve. Pour sauver la race, le Suffolk Punch Trust est créé. Fin mars 2006, les £700,000 demandés pour racheter l'élevage et ses 188 acres de terres ont été réunis. La Suffolk Horse Society reçoit régulièrement des subventions de l'Heritage Lottery Fund. En 2015, en partenariat avec l'université de Cambridge, cette subvention sert à préserver les documents, souvenirs et enregistrements oraux relatifs à l'histoire de la race. Ces documents seront ensuite archivés sur le long terme.

## Description

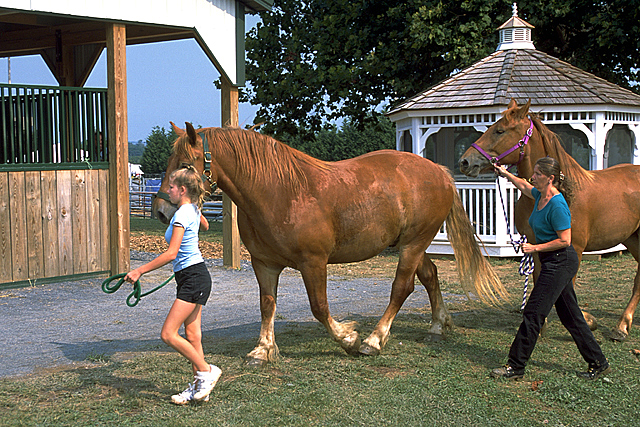
Présentation de chevaux Suffolk Punch en main.

La race se caractérise par une grande uniformité de modèle et de robe, et une forte ossature. Le Suffolk Punch mesure généralement de 1,65 m à 1,78 m, pour un poids de 900 à 1 000 kg. Il peut peser jusqu'à 1 100 kg. Les mesures de références effectuées pour la FAO en 1993 donnent une taille moyenne de 1,60 m chez les femelles et 1,70 m chez les mâles, pour un poids moyen respectif de 680 et 800 kg.

### Morphologie

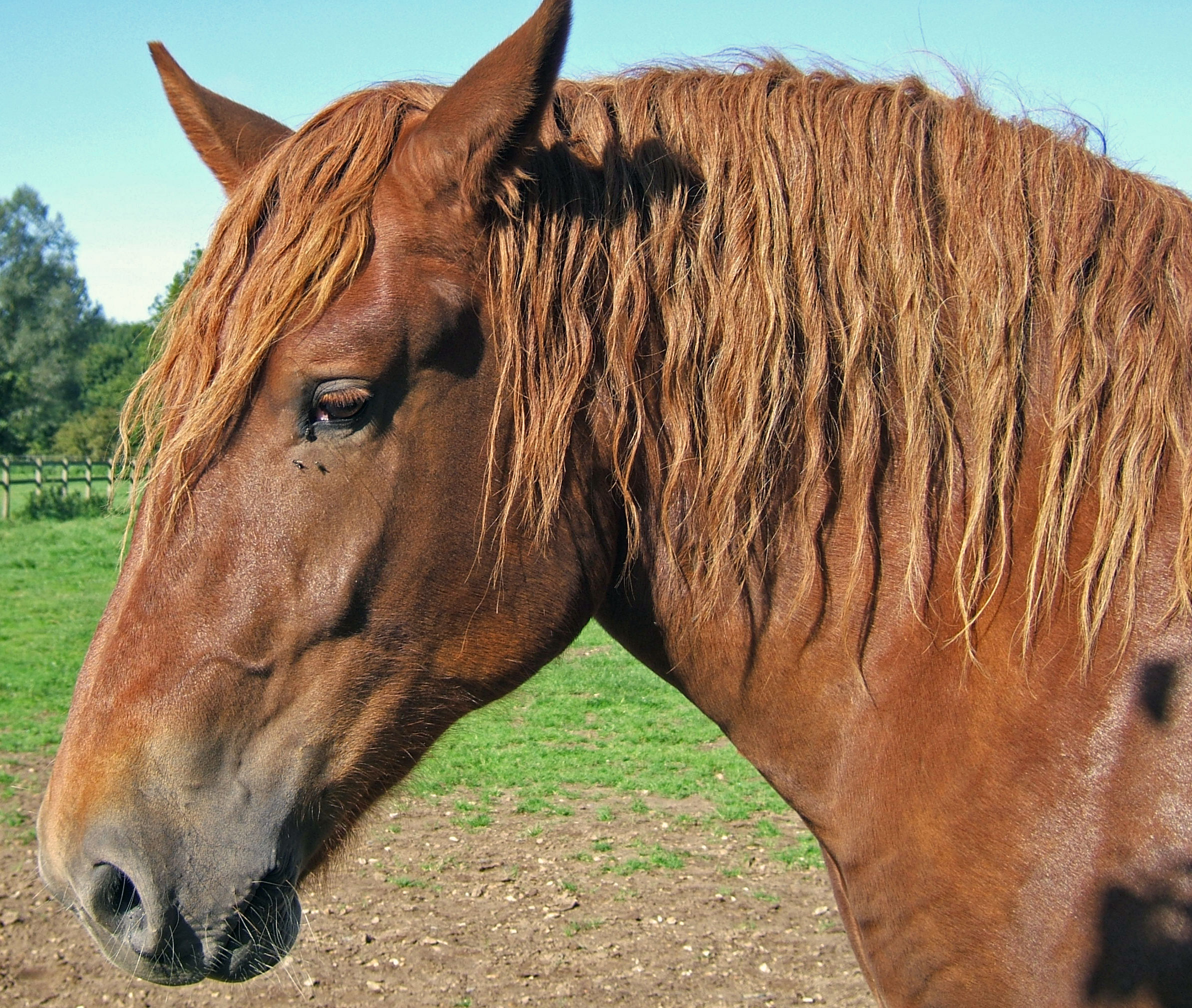
Gros plan sur la tête d'un Suffolk Punch.

Le Suffolk Punch tend à être plus ramassé et plus massif que les autres races de trait lourd britanniques, comme le Clydesdale et le Shire, du fait que son élevage est spécifique aux travaux agricoles plutôt qu'au transport routier. Il se présente comme un animal massif, ni très grand ni longiligne. L'impression de cheval court sur jambes est due en réalité à la musculature supérieure de ses membres.
La tête est large mais pas trop longue, avec un nez assez fin. Les yeux sont écartés et très expressifs, ce qui lui donne une expression tranquille et intelligente. L'encolure est puissante, arquée et épaisse, bien musclée et portée assez haut. Le poitrail et les épaules sont tombants et imposants. La force immense du Suffolk Punch était jadis attribuée à la position abaissée des épaules, qui lui permettrait de déployer une grande énergie au collier. Le corps est parfaitement courbé, cylindrique, dense et compact, la cage thoracique est profonde. Le dos est court et large,. Son tour de sangle peut faire plus de 2 m, soit plus que l'énorme Shire. La croupe est large et musclée. Les jambes sont courtes et fortes, avec des jointures larges. Les sabots sont bien formés, avec peu ou pas de fanons sur le boulet. Ces membres courts et puissants lui donnent un trot aisé très particulier. Dans le passé, le Suffolk Punch a souvent été critiqué pour la pauvre qualité de ses pieds, ayant des sabots qui étaient jugés trop petits pour sa masse corporelle. Ce défaut a été corrigé par l'introduction d'une notation dans les grands shows, la conformation du sabot et sa structure étant jugés. Cette pratique, unique parmi les races de chevaux, a abouti à une telle amélioration que le Suffolk Punch est désormais considéré comme ayant une excellente conformation du pied,.

### Robe
Ce cheval présente la particularité de n'arborer que la couleur de robe alezane. L'orthographe traditionnelle du nom de la robe en anglais, toujours utilisée par la Suffolk Horse Society, est « chesnut », sans le « t » au milieu du mot, comme cela s'écrit généralement en anglais,. Les chevaux peuvent porter une robe dans différentes nuances de « marron », allant du plus sombre (alezan brûlé) aux nuances rouges (alezan fauve), jusqu'à l'alezan clair. Le stud-book accepte sept nuances d'alezan : bright (brillant), red (rouge), golden (doré), yellow (jaune), light (clair), dark (sombre) et dull-dark (terne et sombre). Les éleveurs de chevaux Suffolk du Royaume-Uni utilisent ces termes pour désigner les différentes nuances, y compris les sombres alezans brulés. Les marques blanches sont rares et généralement limitées à de petites zones sur la tête et au bas des membres. L'auteur équestre Marguerite Henry décrit la race en disant que « sa couleur est le châtain clair comme une langue de feu contre les sillons noirs des champs, contre les lames vertes des maïs, contre le blé jaune, contre les horizons bleus. Jamais il n'est d'une autre couleur »,.

### Allures, tempérament et entretien
Les allures du Suffolk Punch sont réputées énergiques, en particulier au trot. L'os du canon est court alors que celui de la partie supérieure des membres est long, ce qui créée des actions efficaces, sans levée excessive du genou car la race n'a pas été sélectionnée pour cela. Le tempérament est considéré comme agréable, l'animal étant sûr et patient. La race a fait l'objet d'une étude visant à déterminer la présence de la mutation du gène DMRT3 à l'origine des allures supplémentaire : l'analyse de 19 sujets n'a pas permis de détecter la présence de cette mutation chez le Suffolk Punch, et il semble qu'il n'existe pas de chevaux ambleurs parmi la race.  
Ce sont des travailleurs acharnés, réputés pour leur fermeté à la traction, que l'on dit « prêts à tirer un chariot lourdement chargé jusqu'à ce [qu'ils] tombent ». Selon Eugène Gayot, aucun cheval ne donne un coup de collier plus vigoureux et plus soutenu aux moments difficiles, un vrai « punch du Suffolk » tirera jusqu'à ce qu'il tombe ; à un signal donné et sans qu'il soit besoin d'employer le fouet, l'attelage plie les jarrets jusqu'à terre et tire quelque pesante voiture que ce soit. Un ouvrage de zootechnie du milieu du XIXe siècle rappelle comme « c'était beau de voir un attelage de véritables Suffolks, à un signal du conducteur et sans être stimulé par le fouet, se traînant presque sur les genoux, vaincre tous les obstacles ».
Le Suffolk Punch possède une croissance rapide et une maturité précoce, et dispose en outre d'une espérance de vie étonnamment longue. C'est une race rustique et économique, nécessitant moins de fourrage que les autres chevaux du même type et de la même taille. Il ne demande qu'un complément de grain à moduler en fonction de l'âge, de la condition et du travail effectué.

### Sélection et génétique
Le stud-book anglais tenu par la Suffolk Horse Society comporte quatre sections, une pour les animaux anglais de pure race, une pour les animaux « X » non autorisés à se reproduire, une section « Grade » pour les chevaux sans papiers, et une section internationale. Le registre part-bred, destiné aux animaux partiellement de la race Suffolk Punch, est maintenu séparé. L'association anglaise édite un magazine consacré à la race et à son actualité, dont le 94e numéro est paru pour l'été 2015. Pour figurer dans le stud-book américain tenu par l′American Suffolk Horse Association, un poulain doit avoir ses deux parents dûment enregistrés. Il n'existe en effet pas de registre part-bred pour les chevaux croisés.
Malgré une population très réduite au Royaume-Uni, la diversité génétique de la race est globalement bonne. Comme d'autres chevaux de trait européens, le Suffolk Punch peut être touché par une maladie génétique musculaire, la myopathie à stockage de polysaccharides.

## Utilisations

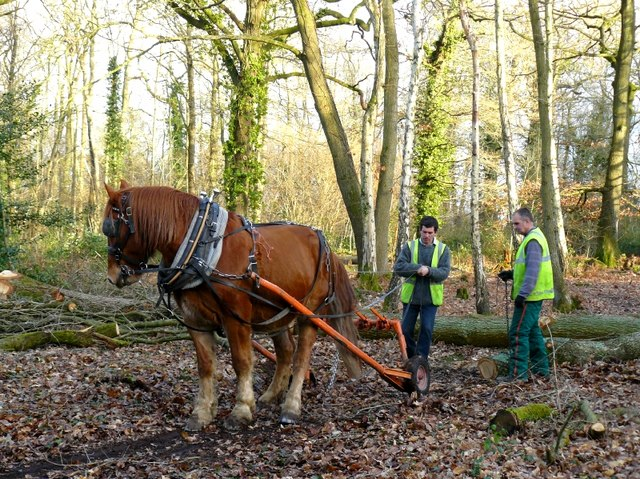
Suffolk Punch au débardage.

### Traction

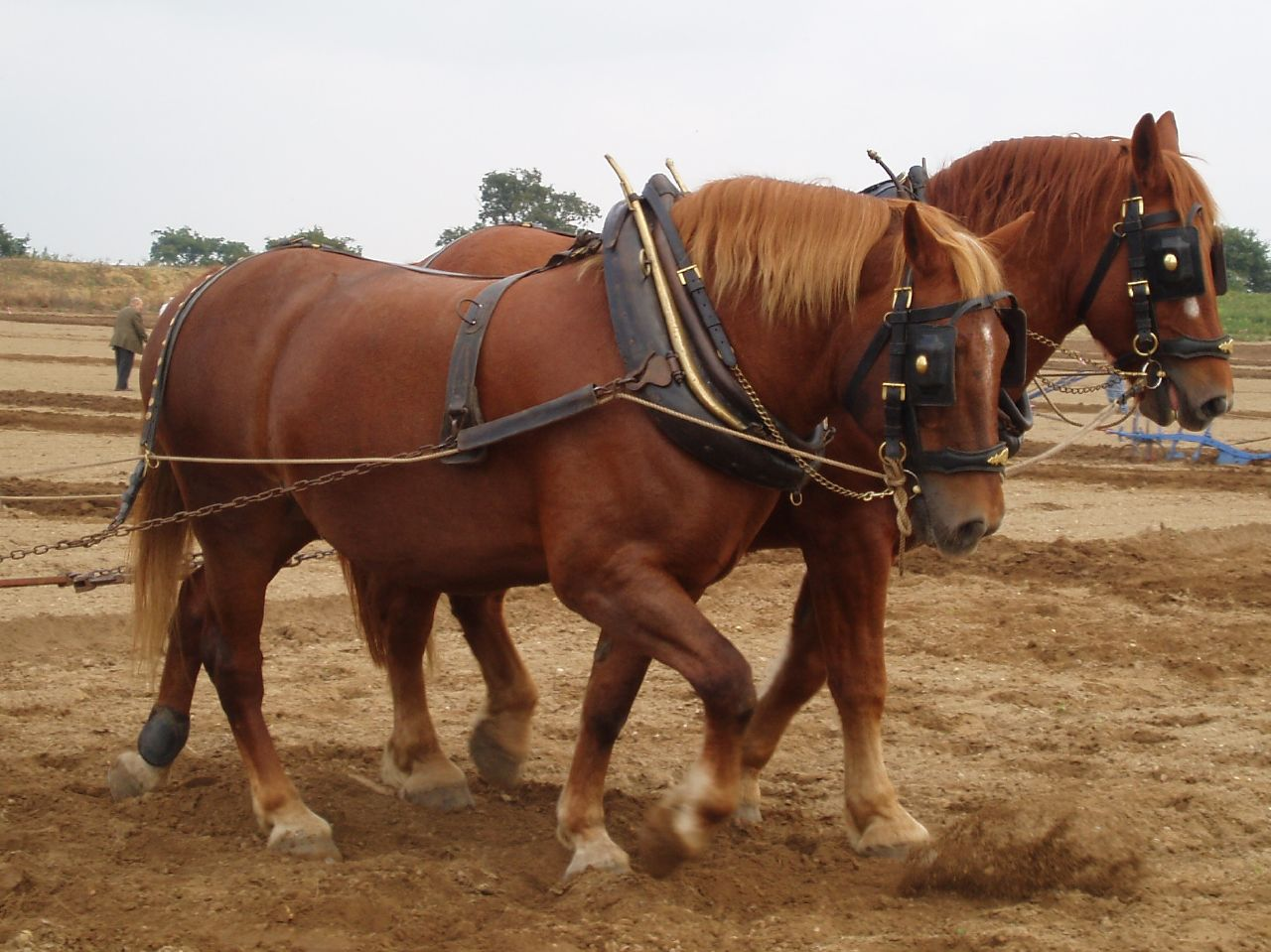
Une paire de Suffolk Punch en démonstration de labour.

Le Suffolk Punch a été principalement utilisé pour le travail agricole (hersage, labour, etc.), mais aussi pour tirer les lourdes pièces d'artillerie en temps de guerre. Comme beaucoup d'autres chevaux de trait, il était utilisé pour tirer les chariots avant la motorisation, ainsi que divers et autres véhicules utilitaires. Désormais, il est utilisé pour l'exploitation forestière commerciale (débardage), tous types de travaux de traction agricole, et des reconstitutions folkloriques,. Aux États-Unis, ils participent souvent à des parades.

### Croisements
Ces chevaux sont également utilisés en croisement, pour produire des demi-sang (warmblood) lourds aptes à l'utilisation en compétition d'équitation hunter et de saut d'obstacles. Le Suffolk Punch a largement contribué à la création de la race danoise du Jutland. Oppenheimer LXII, un Suffolk Punch, a été importé au Danemark dans les années 1860 par le célèbre marchand de chevaux Oppenheimer de Hambourg. C'est l'un des étalons fondateurs du Jutland. Oppenheimer s'occupait de la vente et de la promotion des chevaux du Suffolk, afin de les importer au profit du registre d'élevage du Mecklembourg en Allemagne. L'étalon Oppenheimer a fondé la lignée la plus importante de la race du Jutland, à travers son descendant Oldrup Munkedal. Des Suffolk ont également été exportés au Pakistan au cours du XXe siècle, afin d'être utilisés pour l'amélioration des races indigènes. Ils ont été croisés avec des chevaux et des ânes du Pakistan pour créer une remonte à l'armée et des mules. Ils se sont bien adapté au climat du Pakistan, en dépit de leur grande taille. Le programme d'élevage a été un succès. Le Vladimir, une race de trait de l'ex-URSS, est lui aussi influencé par le Suffolk Punch.

## Diffusion de l'élevage
Le Suffolk Punch est considéré par l'étude de l'université d'Uppsala (2010) comme une race européenne transfrontière à diffusion internationale. Par ailleurs, l'ouvrage Equine Science (4e édition de 2012) le classe parmi les races de chevaux connues au niveau international.
Son niveau de menace est « en danger » (statut « D ») d'après l'évaluation de la FAO réalisée en 2007. En 2009, l'effectif mondial serait d'environ 2 500 individus. Le comptage est difficile, car de nombreux chevaux sont castrés et vendus sans papiers d'identification. L'éparpillement du peu d'effectifs entre différents pays s'explique par la gloire passée de la race, alors largement exportée. Avec le déclin des cheptels de chevaux de trait, l'éparpillement est devenu un handicap pour la conservation de la race. Les efforts de conservation demandent une coopération internationale et des échanges de réserves d'élevage entre différents pays. Le refus des Britanniques d'accepter les chevaux américains dans leur stud-book limite la diffusion des ressources génétiques du Suffolk Punch.

### Au Royaume-Uni
| Année                            | 1983        | 1986         | 1993         | 1996         | 1997         | 1998            | 1999        | 2012 |
| -------------------------------- | ----------- | ------------ | ------------ | ------------ | ------------ | --------------- | ----------- | ---- |
| Effectif recensé au Royaume-Uni. | Moins de 95 | Moins de 105 | Moins de 125 | Moins de 125 | Moins de 125 | Entre 69 et 100 | Moins de 91 | 76   |

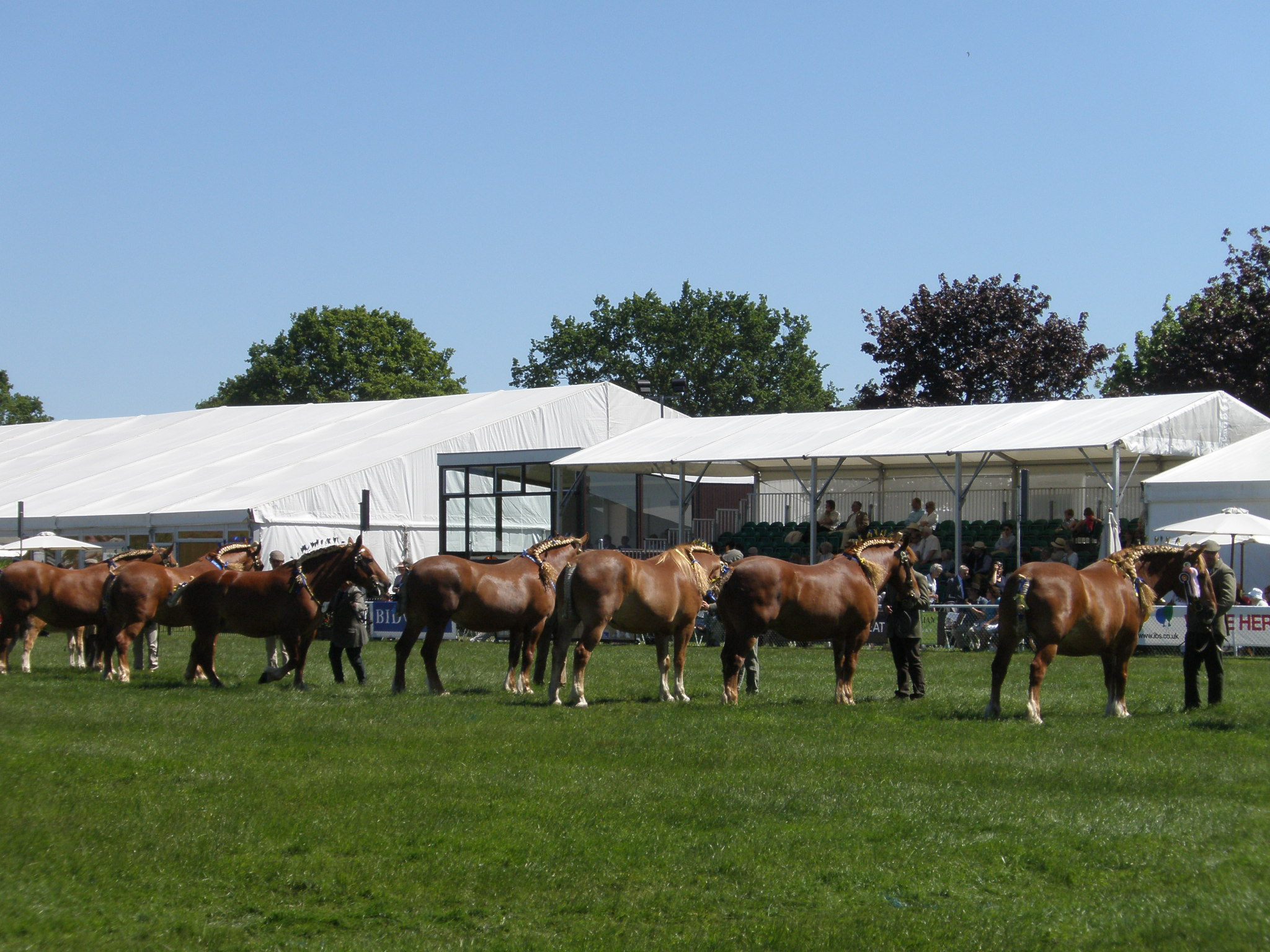
Parade de chevaux Suffolk Punch au Royaume-Uni en 2010

Bien que la population du Suffolk Punch ait augmenté au début du XXIe siècle, le Rare Breeds Survival Trust du Royaume-Uni considère leur statut comme critique, avec environ 150 chevaux présents en Angleterre (d'autres sources estimant cet effectif plus proche des 300 chevaux en 2009). La Suffolk Horse Society a enregistré la naissance de 36 poulains de pure race en 2007, et de 33 autres poulains à la date de mars 2008. En 2012, d'après les données transmises à la FAO, il ne reste plus que 76 juments Suffolk Punch aptes à se reproduire, dont seulement 21 sont inscrites dans le stud-book. Alors que la race bénéficiait d'un plan de sauvegarde au moins jusqu'en 1999, la FAO indique qu'elle ne fait plus l'objet de mesures spécifiques en 2012.
En 2005, une étude sur les races britanniques natives suggère que les efforts de conservation devraient porter en priorité sur les races du Fell, de l'Exmoor et du Suffolk Punch. Il existait un musée consacré à ce cheval et à son histoire, le Suffolk Heavy Horse Museum à Woodbridge, mais il est désormais fermé.

### Aux États-Unis
L'American Livestock Breeds Conservancy considère la race comme étant en danger critique d'extinction (2009), tout comme l′Equus Survival Trust. Un recensement effectué en 1994 signale la présence de moins de 800 chevaux Suffolk Punch aux États-Unis, mais les effectifs de l'époque sont en croissance. En 2009, l'American Suffolk Horse Association enregistre une centaine de naissances par an. Le nombre de Suffolk Punch américains se situerait désormais entre 1 500 et 2 000.

### Dans les autres pays
Des chevaux importés sont recensés en Zambie et en Australie, mais la base de données DAD-IS ne fournit aucun effectif.

## Culture populaire
En tant que symbole du comté dans lequel la race a été fondée, l'Ipswich Town FC a intégré un Suffolk Punch sur une bonne partie du fanion de l'équipe.